# Metaphycus ecares
Metaphycus ecares är en stekelart som beskrevs av Emilio Guerrieri och John S. Noyes 2000. Metaphycus ecares ingår i släktet Metaphycus och familjen sköldlussteklar.
Artens utbredningsområde är Grekland. Inga underarter finns listade i Catalogue of Life.